# IC 3580
IC 3580 је елиптична галаксија у сазвјежђу Береникина коса која се налази на листи објеката дубоког неба у Индекс каталогу.
Деклинација објекта је + 18° 17' 59" а ректасцензија 12h 36m 29,2s. Привидна величина (магнитуда) објекта IC 3580 износи 16,0 а фотографска магнитуда 17,0.